# Balogh Arnold
Balogh Arnold, 1887-ig Bleyer, néhol Balog (Tápiógyörgye, 1870. március 1. – Budapest, 1913. november 28.) magyar jogász, újságíró, jogi író, Fayer László (1842–1906) jogtudós, egyetemi tanár unokaöccse.

## Élete
Balog (Bleyer) Adolf (1838–1927) gazdatiszt és Fayer (Feuer) Karolina (1853–1917) fiaként született zsidó családban. Középiskolai tanulmányait 1879 és 1887 között a Magyarországi Kegyes tanítórend Kecskeméti Főgimnáziumában végezte. Ezután a Budapesti Tudományegyetem Jog- és Államtudományi Karának hallgatója lett.
Budapesten ügyvédi gyakorlatot folytatott és a Jogtudományi Közlöny című szakfolyóiratot szerkesztette. Különösen a kereskedelmi jog kommentálásával foglalkozott, és ezen a téren értékes ösztönzésekkel gyarapította a joggyakorlatot.
A Farkasréti izraelita temetőben nyugszik.

### Családja
Felesége Kónyi Janka (1879–1940) volt, Kónyi Manó és Rechnitz Júlia lánya, akivel 1898. október 18-án Budapesten kötött házasságot.
Gyermekei: Balog-Kónyi Katalin (1902–1964), férjezett Krámer Árpádné és Balog-Kónyi József (1905–?).

## Főbb művei
- A kereskedelmi ügynökök jogi állása. (Budapest, 1897)
- A hitelezők megkárosítására irányuló vagyonátruházások. (Budapest, 1898)
- A tőzsdei áruüzleti szokások. (Budapest, 1898)
- A magyar kereskedelmi törvény. (Budapest, 1898)
- Ügyvédek elleni fegyelmi eljárás Németországban. (Budapest, 1899) Online
- A részletügyletekről, tekintettel az igazságügyminiszteri törvénytervezetre. (Budapest, 1900)
- Az ügyvédség a perrendtartás tervezetében. (Budapest, 1901)
- Az ügyvédség elleni támadások. Az ügyvédi munka díjazása. (Budapest, 1903)
- A községi jegyzők magánmunkálatairól. (Budapest, 1904)
- Törvény és bíró. Dolgozatok az igazságügy köréből. (Budapest, 1905)
- Bíró és törvény. (Budapest, 1906) Online
- A munkások balesetbiztosítása, tekintettel a törvényjavaslatra. (Budapest, 1906)
- Bírói szervezeti reformkérdések. (Budapest, 1911)
- Bíróságaink helyzete a perrendtartás életbeléptetésének küszöbén. (Budapest, 1912)

## További források
- Gulyás Pál: Magyar írók élete és munkái – új sorozat I–XIX. Budapest: Magyar Könyvtárosok és Levéltárosok Egyesülete. 1939–1944.  , 1990–2002, a VII. kötettől (1990–) sajtó alá rendezte: Viczián János
- Das geistige Ungarn. Biographisches Lexikon. Hrsg. Oscar von Krücken, Imre Parlagi. Wien-Leipzig, W. Braumüller, 1918.
- Révai új lexikona I–XIX. Főszerk. Kollega Tarsoly István. Szekszárd: Babits. 1996–2008.  ISBN 963-901-594-6
- Tolnai világlexikona. Budapest, Magyar Kereskedelmi Közlöny, 1912-1919.
- Új magyar életrajzi lexikon I–VI. Főszerk. Markó László. Budapest: Magyar Könyvklub; (hely nélkül): Helikon. 2001–2007.  ISBN 963-547-414-8